# Alexander Gordon Laing

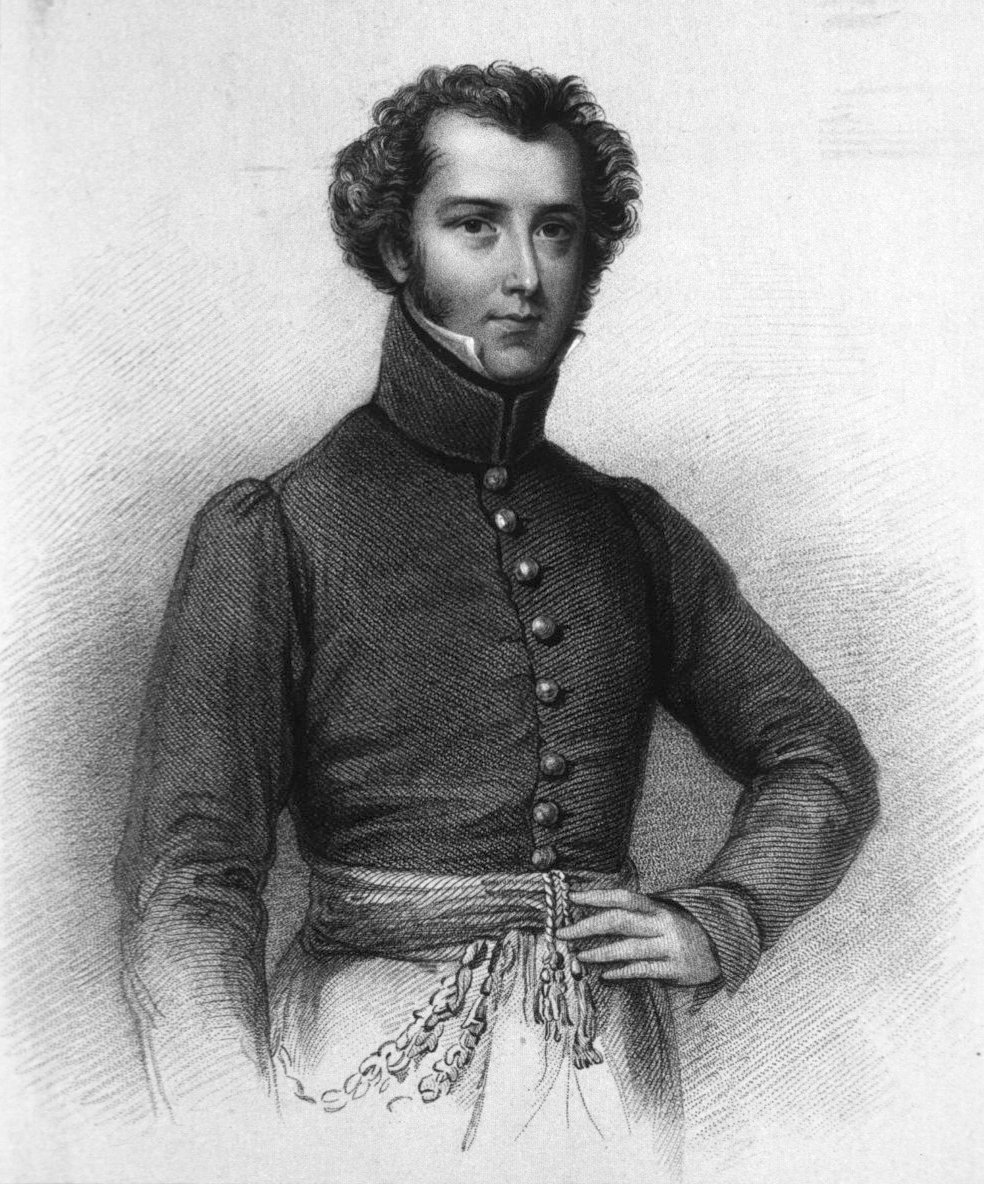
Alexander Gordon Laing

Alexander Gordon Laing (* 27. Dezember 1793 in Edinburgh; † 26. September 1826 in Araouane, Mali) war ein britischer Afrikaforscher.

## Biographie

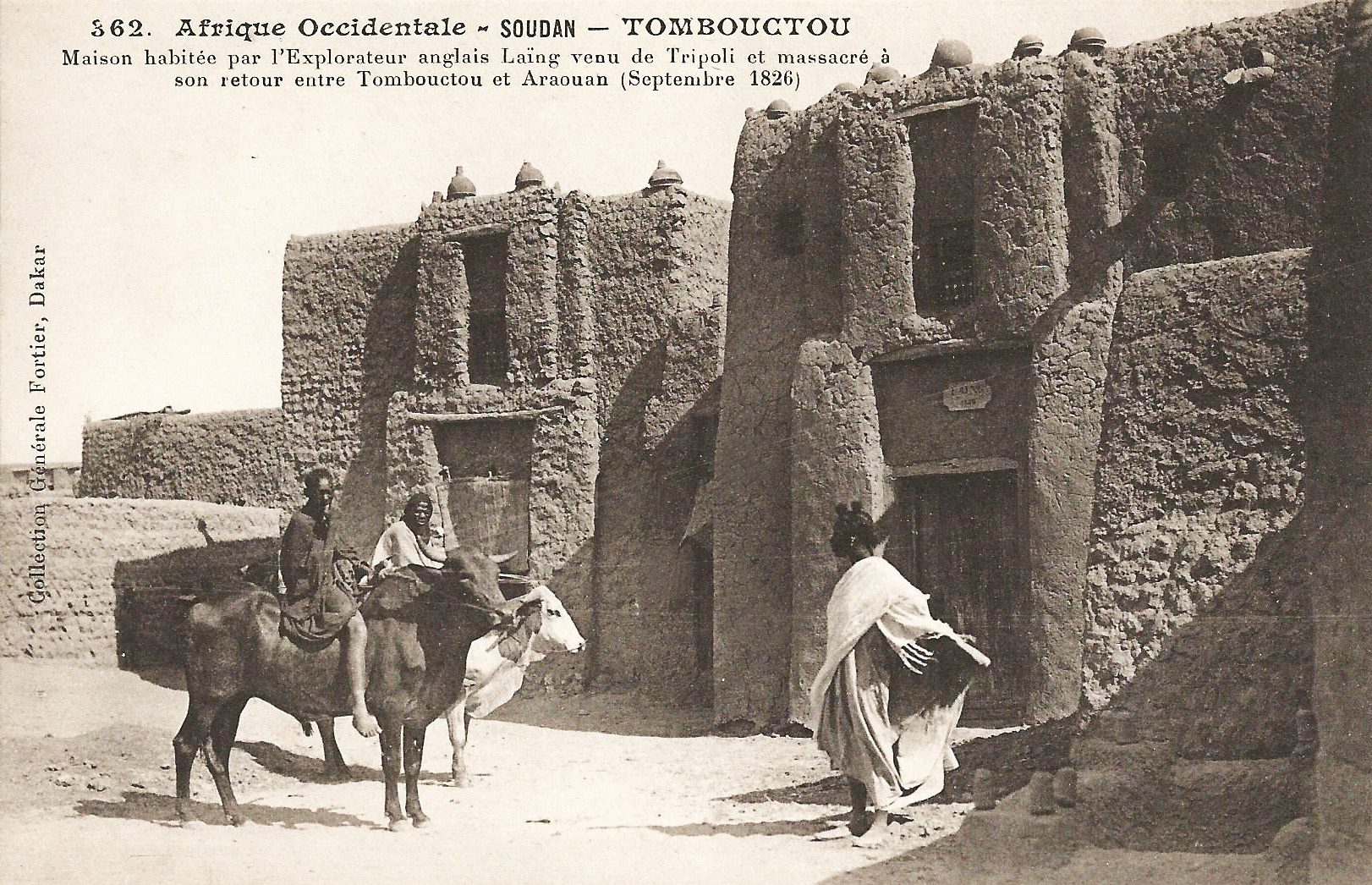
Wohnhaus von Alexander Gordon Laing in Timbuktu

Laing war Sohn eines Schuldirektors. Er trat 1813 als Ensign der York Light Infantry Volunteers in die British Army ein, wurde 1815 zum Lieutenant  befördert und 1817 zum 2nd West India Regiment versetzt. 1822 wechselte er als Captain zum Royal African Colonial Corps. Er war seither in Sierra Leone stationiert und betätigte sich bei der geografischen Erkundung des Landes. Er nahm 1823/24 am Ersten Aschanti-Krieg teil und wurde 1824, nur für Afrika, zum Major befördert.
1824 kehrte er nach England zurück und bereitete dort eine Expedition zur Erkundung des afrikanischen Hinterlandes vor. Er verließ England im Februar 1825 und heiratete am 16. Juli 1825 in Tripolis Emma Warrington, die Tochter des dortigen britischen Konsuls. Am 13. August 1826 erreichte er von Tripolis kommend Timbuktu. Er war der erste Europäer, der nachweislich die sagenumwobene Handelsmetropole betrat. In der Stadt genoss er den Schutz des geistlichen Führers der Kunta-Mauren, aber auf dem Rückweg nach Marokko wurde er am 26. September 1826 in Arouane ermordet, wobei nie wirklich geklärt werden konnte, ob es sich um die Tat fanatischer Muslime oder einfach nur um einen Akt von Straßenräuberei handelte. René Caillié schrieb in seinem Reisebericht von 1830, dass der Scheich Hamet-oul'd-Habib, der Führer des Zaouat-Stammes, Laing von schwarzen Sklaven erdrosseln ließ, weil er nicht zum Islam übertreten wollte.
Laings Papiere blieben lange verschwunden. Lediglich Briefe, die seine Anwesenheit in Timbuktu bewiesen, gelangten nach Tripolis. Als drei Jahre später der Franzose René Caillié behauptete, er sei, als arabischer Pilger verkleidet, in Timbuktu gewesen, und 1830 eine umfangreiche Reisebeschreibung veröffentlichte, wurde er von britischer Seite bezichtigt, er habe nie Timbuktu betreten. Bis ins 20. Jahrhundert wurde immer wieder unterstellt, René Caillié habe sich mit Hilfe des französischen Konsuls im marokkanischen Mogador oder in Tripolis in den Besitz der Unterlagen gebracht und sie für sein Buch ausgeschlachtet.